# Ойкумена (цикл)
«Ойкумена» — фантастический цикл-эпопея Генри Лайона Олди (Дмитрия Громова и Олега Ладыженского), включающий в себя пять романов-трилогий:10. Действие в цикле происходит в далёком будущем, где обжитая людьми территория космоса чрезвычайно огромна.

## Состав цикла
В составе цикла пять трилогий, каждая из них носит, помимо названия, также музыкальный подзаголовок. К романам-трилогиям цикла относятся:
- «Ойкумена (Космическая симфония)»
  - «Кукольник» (2006)
  - «Куколка» (2007)
  - «Кукольных дел мастер» (2007)
- «Urbi et Orbi, или Городу и Миру (Космическая сюита)»
  - «Дитя Ойкумены» (2010)
  - «Королева Ойкумены» (2010)
  - «Изгнанница Ойкумены» (2011)
- «Дикари Ойкумены (Космический марш)»
  - «Волчонок» (2013)
  - «Волк» (2013)
  - «Вожак» (2014)
- «Побег на рывок (Космическая серенада)»
  - «Клинки Ойкумены» (2014)
  - «Призраки Ойкумены» (2015)
  - «Ангелы Ойкумены» (2015)
- «Блудный сын, или Ойкумена: двадцать лет спустя (Космическая фуга)»
  - «Отщепенец» (2018)
  - «Беглец» (2018)
  - «Сын ветра» (2019)

## Мир цикла
Мир будущего, описанный в цикле, необычен; одно из основных фантастических допущений — дальнейшая эволюция человека. В незапамятные времена люди расселились по звёздным системам. В обжитой человеком части Вселенной обитает множество рас, корни которых прослеживаются в тех или иных народах старой Земли с их религиозными и культурными особенностями. Одни расы пошли по стандартному технологическому пути развития, другие расы — совершенно необычные, пошедшие по пути, для которого характерны изменения на уровне физиологии.
В Ойкумене присутствуют миры с самыми разными природными особенностями, той или иной необычной атмосферой. Например, на одной из планет живут драконы, василиски, мантикоры, гарпии и химеры, на другой — тираннозавры, махаройды и диплодоки, на третьей — представители кошачьих.

### Расы Ойкумены
В основе различий между расами — принципы работы с энергией. Некоторые расы остались верны науке и технологиям, а другие нашли источник энергии в себе, сумев передавать её механизмам и аккумуляторам.
Техноложцы — обобщающее название многих рас, которые в течение тысячелетий придерживаются пути научно-технического развития. Уровень развития различных рас, относящихся к техноложцам, отличается: одни лишь ненамного превосходят уровень развития, характерный для XXI столетия, другие достигли в познании очень больших успехов. Наиболее могущественная и влиятельная цивилизация техноложцев — Ларгитас, представляющий собой своеобразный рай для учёных. На планете Ларгитас всё принято рассматривать с научной точки зрения и власть принадлежит в основном учёным. На Ларгитасе — самая передовая наука, существенно обгоняющая науку в других регионах обжитой человечеством части Вселенной; множество технических новшеств, передовая медицина, большое количество телепатов.
Под названием «энергеты» объединены несколько рас, изменившиеся на физиологическим уровне. Ларгитасцы ненавидят и презирают энергетов, которых они считают нелюдью. В действительности энергеты всё же люди, но очень необычные. К энергетам относятся:
- Брамайны — аскеты, которые накапливают энергию благодаря своим физическим страданиям, даже истязаниям плоти. Их родные планеты отличаются от других планет Ойкумены нищетой и перенаселённостью[2]. Брамайны — потомки жителей Индии, сочетающие в своей жизни высокие технологии с кастовой системой и глубокой верой в богов индуистского пантеона[4].
- Вехдены — повелители внутреннего огня, которые когда-то имели отношение к зороастризму и Персии. У вехденов большое количество ограничений и запретов, включая совершенно нелепые (например, нельзя ходить босиком)[2].
- Вудуны — почитатели колдовства вуду. Подчиняют себе духов Лоа и применяют их для работы в различных агрегатах. В качестве оружия порой используют ручных ядовитых змей. Пляскам вудунов свойственно гипнотическое действие; вудуны — самые пластичные и гибкие люди в Ойкумене[2].
- Гематры (идея их расы зиждется на Торе и каббале). Являются гениальными математиками, живыми компьютерами. В ходе эволюции утратили эмоции, однако получили способность создавать гематрицы — сочетания символов, выступающие источниками энергии и работающие как вычислители. Кроме того, гематры создают големов — искусственных слуг с очень впечатляющими характеристиками[2].

Помпилианцы — уроженцы Великой Помпилии, которых сложно отнести к той или иной группе рас, поскольку они не способны напрямую накапливать энергию в организме, но могут обращать в неё жизненные силы своих рабов, в результате процедуры психологического «клеймения» становящихся беспрекословными орудиями хозяев. Людей таким образом превращают в «живую батарейку», рабы помпилианцев даже не помышляют о свободе, мести или побеге, а ведут себя после «клеймения» так, словно быть рабом, частью тела хозяина — их изначальная цель и призвание. Великая Помпилия — жизнеспособное милитаризованное общество. В армии Помпилии между офицерами и солдатами устанавливается едва ли не телепатическая связь, позволяющая сэкономить время на приказы. Помпилианцы — главный хищник заселённой людьми части Вселенной, в котором угадываются древние римляне, но не только они: по словам Олега Ладыженского, некоторые особенности были взяты от Третьего Рейха и других империй.
Астлане — явные наследники майя. Представляют собой расу кошатников, которая живёт за пределами исследованной Ойкумены и таит в себе немало неожиданностей. Получают энергию с помощью человеческих жертвоприношений и верят в божественное Солнце. Энергетическую подпитку цивилизации астлан обеспечивают сердца принесённых в жертву «счастливчиков»: в культуре астлан смерть, или «уход в солнце», является пределом мечтаний.
Помимо цивилизованных рас, в Ойкумене также живут многочисленные варвары — обитатели недавно открытых миров, не дотягивающие до общего технического уровня других народов.

### Телепаты, психиры и невропасты
В Ойкумене существуют телепаты, обладающие способностью напрямую воздействовать на мозг. Являются изгоями и одновременно героями; обихаживаются властями, но удерживаются ими в ежовых рукавицах. Выделают несколько подвидов телепатов, в частности работающие психирами (пси-хирургами: они способны как вылечить мозг человека, так и уничтожить его) и невропасты-«кукольники» (специалисты, которые могут при согласии пациента управлять его моторикой или речью).

### Антисы и колланты
Антисы представляют собой версию постчеловека, которую можно сравнить с люденами Стругацких. Они могут, уходя в «большое тело» (волновое состояние), летать между звёзд, передвигаться с гигантской скоростью и на равных сражаться с хищными флуктуациями. Антисов можно назвать воплощением абсолютной свободы, они — одиночки, не умеющие общаться и сотрудничать, ценящие космос больше человечества. В своём «малом теле» антисы — обычные люди со всеми присущими им достоинствами и недостатками. 
Колланты («коллективные антисы») — люди вроде бы обычные, но способные соединяться в единый волновой организм и вместе обладать многими возможностями из тех, что присущи природным антисам. Чтобы создать колланта, необходимы представители разных рас Ойкумены, особенно важны при этом помпилианцы. Колланты — союз свободных личностей, по собственному желанию вручающих друг другу «поводья» своей воли.

### Вторичный эффект Вейса
Под Вторичным эффектом Вейса подразумевается галлюцинаторная реальность, существующая в Ойкумене, помимо реальности физической. Она выходит на первый план при действиях необычных рас: энергетов, когда они накапливают свою силу; помпилианцев, когда они клеймят рабов; антисов, если они только захотят проникнуть в эту реальность. Также в эту галлюцинаторную реальность («под шелуху») могут попадать телепаты, психиры и коллантарии.

### Флуктуации континуума
Флуктуации континуума — одна из главных сюжетообразующих особенностей мира, описанного Олди. Явление, чрезвычайно опасное для космических путешественников. Никому не известно, что оно собой представляет, но, по мнению некоторых из людей, это звёздные хищники-пожиратели, которые бездумно уничтожают корабли и их экипажи, по мнению же других, флуктуации континуума — это разумные существа, новый виток эволюции.

### Конфликты между расами и государствами
Один из самых значимых конфликтов в Ойкумене — конфликт между техноложцами и энергетами, инициаторами которого являются техноложцы. Например, Ларгитас в отношении источников энергии уступает физиологическим особенностям энергетов, что вызывает зависть к энергетам у его жителей и конфликт. Для большинства энергетов путь на Ларгитас закрыт, их там не принимают в университеты, хотя официально, казалось бы, в Ойкумене все равны. По утверждению членов очень влиятельного на Ларгитасе «Братства Людей», энергеты — не люди, а ходячие батарейки, пошедшие животной дорогой развития вместо, как заявляется «Братством», единственно верного пути разума и прогресса.
Другой из важнейших конфликтов — противоречия между Великой Помпилией и всеми остальными. Непросто ужиться с существами, которые способны почти любого превратить в бессловесного раба, сделать из свободного человека живую батарейку. Существуют также классические междержавные конфликты. В мире Ойкумены есть место самым разнообразным конфликтам: торговые и финансовые противостояния, гонки технологий, сепаратистские движения, вылазки террористов, конфликты спецслужб, игры дипломатов. Сгладить острые углы пытается Совет Галактической Лиги, однако он не способен разрешить все существующие в Ойкумене конфликты.

## Литературные особенности
Рецензент журнала «Мир фантастики» Ю. Перебаев отмечает, что, герои романов, входящих в цикл, психологически достоверны, персонажи (в том числе второстепенные, даже эпизодические) отлично проработаны, сюжеты захватывающие (особенно в эпизодах, содержащих экшен, дипломатические баталии или противостояние спецслужб), романы содержат изощрённую интригу. В каждом романе читателю показан очередной кусочек Ойкумены, присутствуют новые сложнейшие перипетии, влияющие на общее восприятие всего цикла.
Как указывает Ю. Перебаев, нередко герои одних романов цикла появляются потом в других, что способствует объединению повествования в масштабное полотно. Даже в тех эпизодах, где отсутствует внешнее действие, каждый герой может чем-то заинтересовать читателя — переменами внутреннего мира, рефлексией, проблемой выбора, кризисами и их преодолением.
Другой рецензент «Мира фантастики», С. Евсюкова, упоминает, что в центре внимания авторов — человек, его свобода и несвобода, решения, им принимаемые, и его ценности, выдерживающие или не выдерживающие столкновение с реальностью. А по утверждению Ю. Перебаева, в цикле затронуты многие важные вопросы и проблемы: человечность и Человек; его психология и эволюция; разные пути развития человеческого вида; цивилизационный шок; рабство и его тлетворное влияние на психику как раба, так и хозяина; слабость сильного и сила слабого; ответственность и безжалостность; малое зло; большая политика и большая грязь; неограниченность и непознанность Вселенной и множество других существенных вопросов и проблем.
Ю. Перебаев также пишет, что в «Ойкумене» проявилось мастерство Олди как стилистов: «В „Ойкумене“ можно наслаждаться словосочетаниями и предложениями, гоняя их по языку, как глотки изысканного вина. Картины, которые авторы рисуют словом, встают перед глазами, словно профессионально снятое кино».
По мнению Ю. Перебаева, у цикла «Ойкумена», «пожалуй, нет аналогов в современной фантастике на русском».